# 카이로한국학교
카이로한국학교는 이집트 카이로에 있는 한국학교이다.

## 연혁
- 1980년 4월 15일 : 개교

## 참고 자료
- 한국학교 정보(카이로한국학교)